# Сюянь-Маньчжурський автономний повіт
40°16′43″ пн. ш. 123°16′59″ сх. д. / 40.27859° пн. ш. 123.2831° сх. д.
Сюянь-Маньчжурський автономний повіт (кит. 岫岩满族自治县, пін. Xiùyán Mănzú Zìzhìxiàn) — один із повітів КНР у складі префектури Аньшань, провінція Ляонін. Адміністративний центр — містечко Сюянь.

## Географія
Сюянь-Маньчжурський автономний повіт лежить на висоті близько 80 метрів над рівнем моря на річці Даян.

### Клімат
Повіт знаходиться у зоні, котра характеризується вологим континентальним кліматом. Найтепліший місяць — липень із середньою температурою 23,3 °C. Найхолодніший місяць — січень, із середньою температурою -9,8 °С.
| Клімат повіту Сюянь-Маньчжур | Клімат повіту Сюянь-Маньчжур | Клімат повіту Сюянь-Маньчжур | Клімат повіту Сюянь-Маньчжур | Клімат повіту Сюянь-Маньчжур | Клімат повіту Сюянь-Маньчжур | Клімат повіту Сюянь-Маньчжур | Клімат повіту Сюянь-Маньчжур | Клімат повіту Сюянь-Маньчжур | Клімат повіту Сюянь-Маньчжур | Клімат повіту Сюянь-Маньчжур | Клімат повіту Сюянь-Маньчжур | Клімат повіту Сюянь-Маньчжур | Клімат повіту Сюянь-Маньчжур |
| Показник                     | Січ.                         | Лют.                         | Бер.                         | Квіт.                        | Трав.                        | Черв.                        | Лип.                         | Серп.                        | Вер.                         | Жовт.                        | Лист.                        | Груд.                        | Рік                          |
| Середній максимум, °C        | −2,9                         | 1,3                          | 7,6                          | 16,2                         | 22,1                         | 26                           | 27,6                         | 28,5                         | 24,4                         | 17,1                         | 7                            | −0,7                         | 14,5                         |
| Середня температура, °C      | −9,8                         | −5,5                         | 1,3                          | 9,4                          | 15,7                         | 20,3                         | 23,3                         | 23,2                         | 17,4                         | 9,7                          | 0,6                          | −7                           | 8,2                          |
| Середній мінімум, °C         | −15,2                        | −11                          | −3,9                         | 3,3                          | 9,8                          | 15,5                         | 19,9                         | 19,1                         | 11,9                         | 3,9                          | −4,2                         | −11,8                        | 3,1                          |
| Норма опадів, мм             | 6.8                          | 9.9                          | 17.2                         | 41.1                         | 63                           | 101.9                        | 201.1                        | 219.1                        | 72.2                         | 40.3                         | 19.7                         | 9.5                          | 801.8                        |
| Вологість повітря, %         | 59                           | 57                           | 58                           | 60                           | 66                           | 77                           | 85                           | 84                           | 77                           | 71                           | 66                           | 62                           | 68.5                         |
| ---------------------------- | ---------------------------- | ---------------------------- | ---------------------------- | ---------------------------- | ---------------------------- | ---------------------------- | ---------------------------- | ---------------------------- | ---------------------------- | ---------------------------- | ---------------------------- | ---------------------------- | ---------------------------- |
| Джерело: data.cma.cn         |                              |                              |                              |                              |                              |                              |                              |                              |                              |                              |                              |                              |                              |